# Гринвуд (Арканзас)
Гринвуд (енгл. Greenwood) град је у америчкој савезној држави Арканзас.

## Демографија
По попису из 2010. године број становника је 8.952, што је 1.84 (25,9%) становника више него 2000. године.
| Група             | 2000.         | 2010.         |
| Белци             | 6.753 (95,0%) | 8.155 (91,1%) |
| Афроамериканци    | 17 (0,2%)     | 24 (0,3%)     |
| Азијати           | 31 (0,4%)     | 75 (0,8%)     |
| Хиспаноамериканци | 110 (1,5%)    | 315 (3,5%)    |
| Укупно            | 7.112         | 8.952         |